# Elke Sommerová
Elke Sommerová (* 5. listopadu 1940, Berlín), narozená jako baronka Elke ze Schletzu, je německá herečka, bavička a umělkyně.

## Kariéra
Sommerová se narodila v Berlíně luterskému faráři a jeho ženě. Po druhé světové válce byla rodina evakuována do Erlangenu, malého universitního města jižním Německu. Ačkoliv měli nedostatek finančních prostředků, Sommerová zde navštěvovala prestižní gymnázium. Smrt jejího otce v jejích 14 letech však zabránila jejímu dalšímu vzdělávání, a tak odcestovala do Anglie jako au pair, aby si zde zdokonalila angličtinu a vydělala na živobytí.
Objevil ji filmový režisér Vittorio De Sica, který ji potkal, když si užívala prázdniny v Itálii. Ve filmu se Elke začala objevovat koncem padesátých let. Rychle se proslavila jako sexuální symbol a na začátku šedesátých let se odstěhovala do Hollywoodu. Také se stala jednou z nejpopulárnějších pin-up girls té doby a pózovala pro magazín Playboy (Září 1964 a Prosinec 1967).
Stala se jednou z hereček špičkových filmů šedesátých let, na svém kontě má 99 filmových a televizních výstupů mezi roky 1959 a 2005, včetně filmů Clouseau na stopě (1964) s Peterem Sellersem v roli inspektora Clouseaua, The Art of Love (1965) s Jamesem Garnerem a Dickem Van Dykem, The Oscar (1966) se Stephenem Boydem, Boy, Did I Get a Wrong Number! (1966) s Bobem Hopem, extravaganzu od Buldoka Drummonda Deadlier Than the Male (1966) a The Wrecking Crew (1969) s Deanem Martinem. Ve všech těchto filmech měla hlavní ženskou roli.
V roce 1964 získala ocenění Golden Globe Awards za nejslibnější novou herečku za roli ve snímku The Prize, ve kterém hrála společně Paulem Newmanem a Edwardem G. Robinsonem.
V roce 1972 hrála ve dvou italských hororech, režírovaných Mariem Bavou, jež se oba staly kultovní klasikou, Baron Blood a Lisa and the Devil. Druhý jmenovaný ve své původní formě nikdy nebyl masivněji distribuován; později byl znovu sestříhán. Z výsledku vzešel nový, odlišný film, nazvaný Dům exorcismu. Sommerová odjela do Itálie, aby dotočila přidané scény, které pak byly do filmu vloženy (v r. 1972) jeho producentem i proti přání režiséra.[zdroj?]
V roce 1975 ji Peter Rogers obsadil do Carry On Behind jako představitelku ruské profesorky jménem Vrooshka. Stala se tak nejlépe placenou herečkou ve filmech Carry On, a to částkou £30,000 (stejná odměna jako pro Phila Silverse za roli ve Follow That Camel).
Sommerová také úspěšně vystupovala jako zpěvačka a natočila několik alb.

## Vybraná filmografie
- The Death Ship (1959)
- The Victors (1963)
- The Prize (1963)
- A Shot in the Dark (1964)
- Among Vultures (1964)
- Le bambole (1965) UK title: Four Kinds of Love
- The Art of Love (1965)
- The Money Trap (1965)
- The Oscar (1966)
- Boy, Did I Get a Wrong Number! (1966)
- The Venetian Affair (1967)
- The Peking Medallion (1967)
- Deadlier Than the Male (1967)
- The Wicked Dreams of Paula Schultz (1968)
- They Came to Rob Las Vegas (1968)
- The Wrecking Crew (1969)
- The Invincible Six (1970)
- Zeppelin (1971)
- Lisa and the Devil (1974)
- Ten Little Indians (1974)
- Carry On Behind (1975)
- The Swiss Conspiracy (1976)
- The Astral Factor (1976)
- I Miss You, Hugs and Kisses (1978)
- The Prisoner of Zenda (1979)
- Stunt Seven (1979)
- Der Mann im Pyjama (1981)
- Lily in Love (1984)
- Jenny's War (1985)
- Death Stone (1985)